# オドアルド・ファンタッキオッティ
オドアルド・ファンタッキオッティ（英: Odoardo Fantacchiotti、1811年5月20日 - 1877年6月24日）は後期新古典主義派のイタリア人彫刻家である。

## 略歴
イタリア王国のローマで生まれるが、家族はフィレンツェに移り住んだ。1820年、フィレンツェ芸術アカデミーに入学した。
アカデミーではS. リッチの下で学び、1828年に初めて作品を出品した。トスカーナ大公の庇護を得て、アリストデーモ・コストーリが説いた「自然美」を描写するという考えに倣う形で研究に励んだ。1839年のアカデミーで『無辜の民の虐殺』という作品を出品した。1840年にアカデミーの教授に任命された。
著名な作品にはウフィツィ美術館にある中庭の1階にある壁龕に設置されている詩人のボッカッチョと法学者のアックルシウスの像や、スペーコラ美術館に所蔵されている詩人のフランチェスコ・レディの記念メダルやフェルディナンド2世・デ・メディチの胸像、経済学者のソルスティオ・バンディーニの像（現在はジェオルゴフィリ・アカデミーに所蔵されているが、当初はウフィツィ美術館の開廊に設置される予定だった）などがある。ヴィクトリア・アンド・アルバート博物館に所蔵されているファンタッキオッティ作の大理石で造られた「聖母子像」がかつてルネサンス期の巨匠の作品と誤解されたことがあるという。彼はフィレンツェにて没した。
息子のチェザーレ・ファンタッキオッティも父と同じ彫刻家である。

## 作品

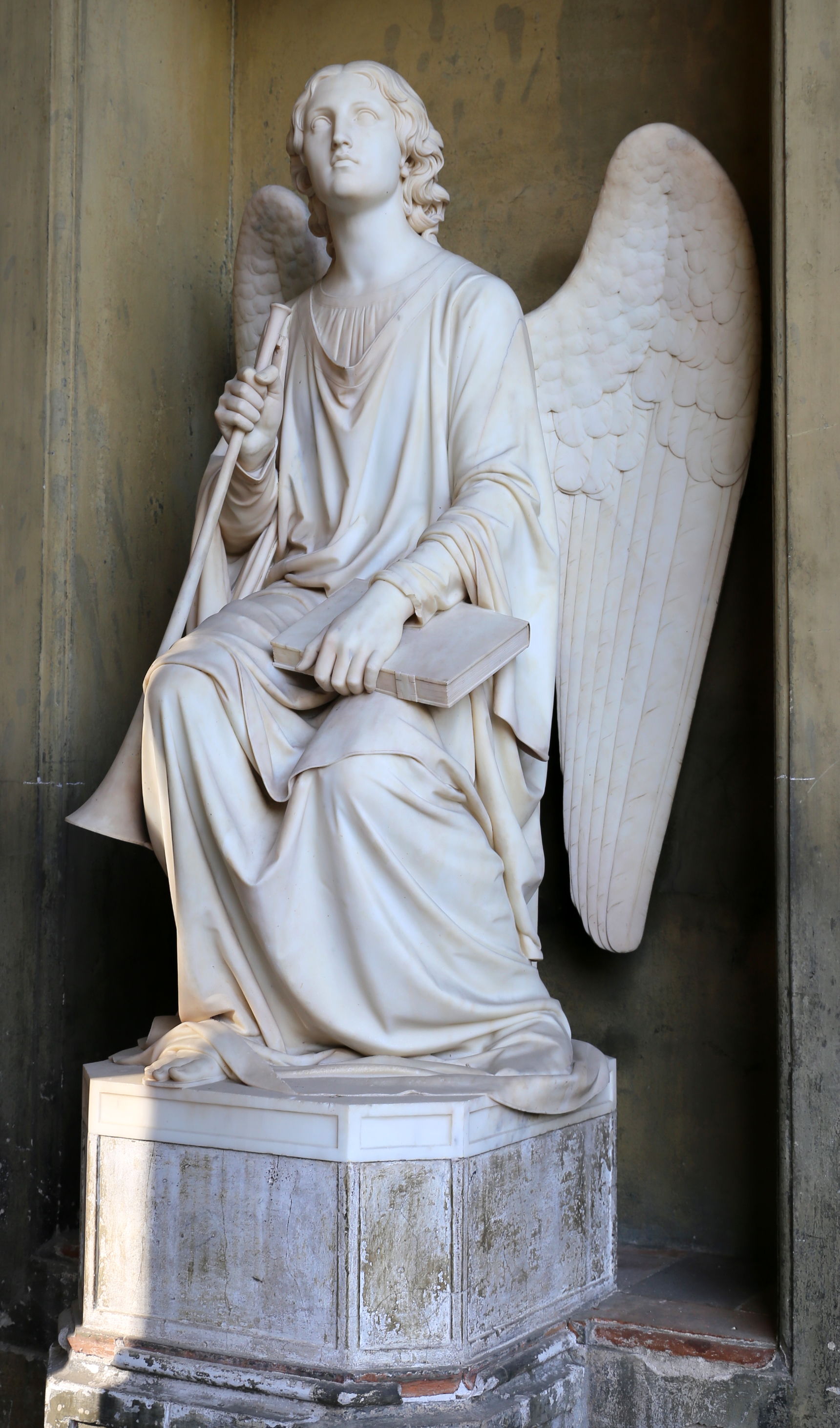
裁きの天使
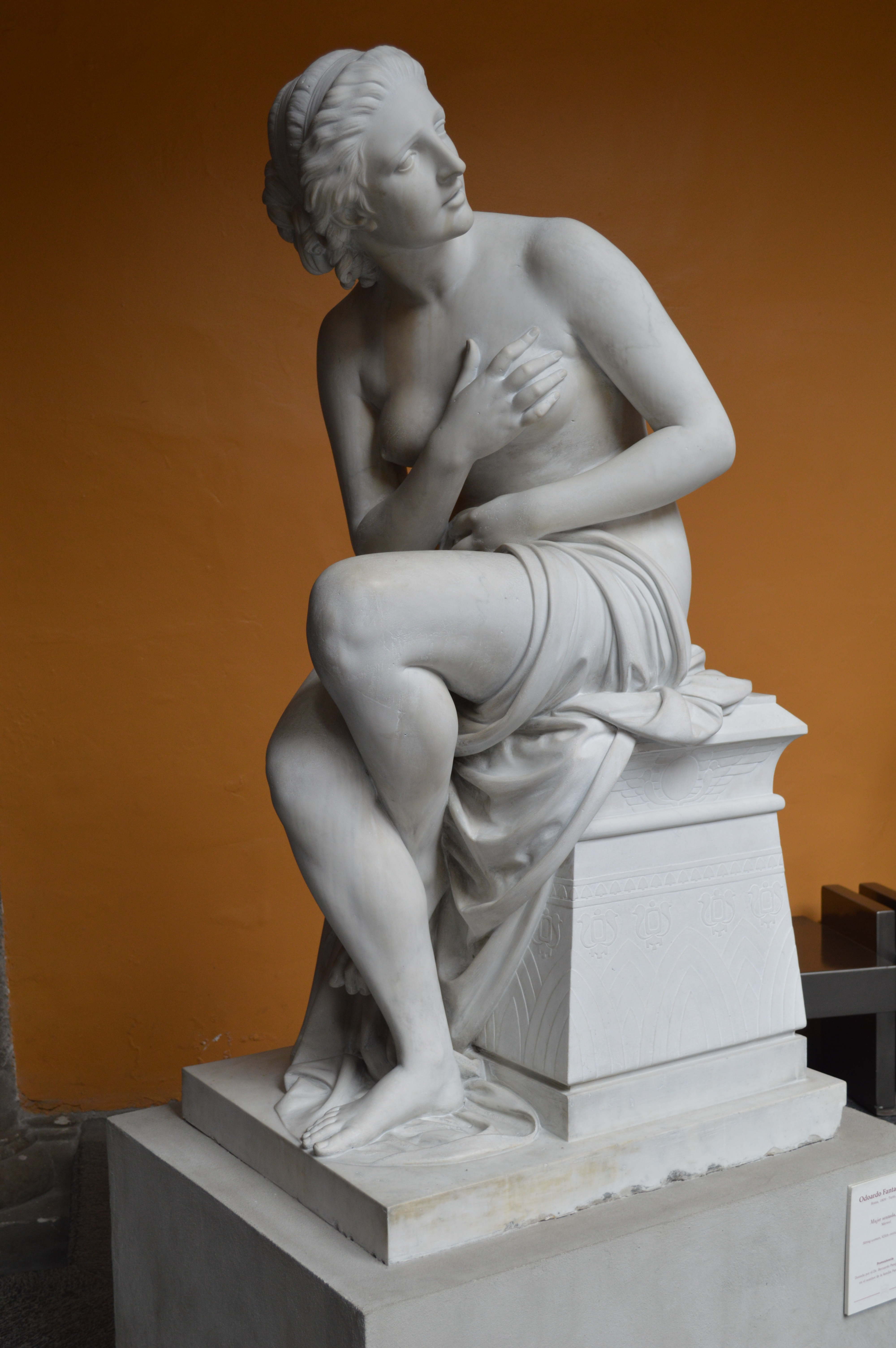
座る女 メキシコシティーの国立サン・カルロス美術館
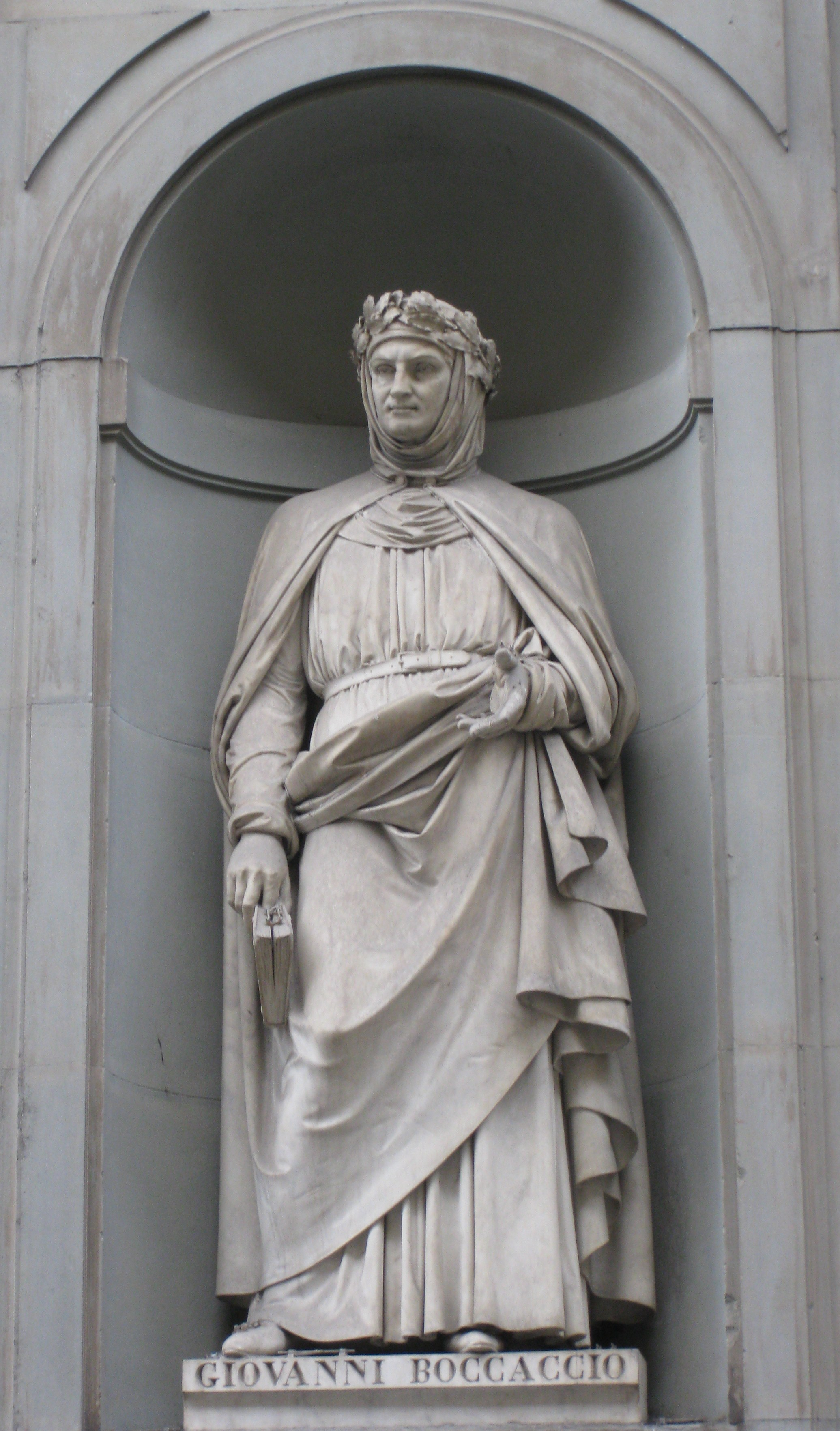
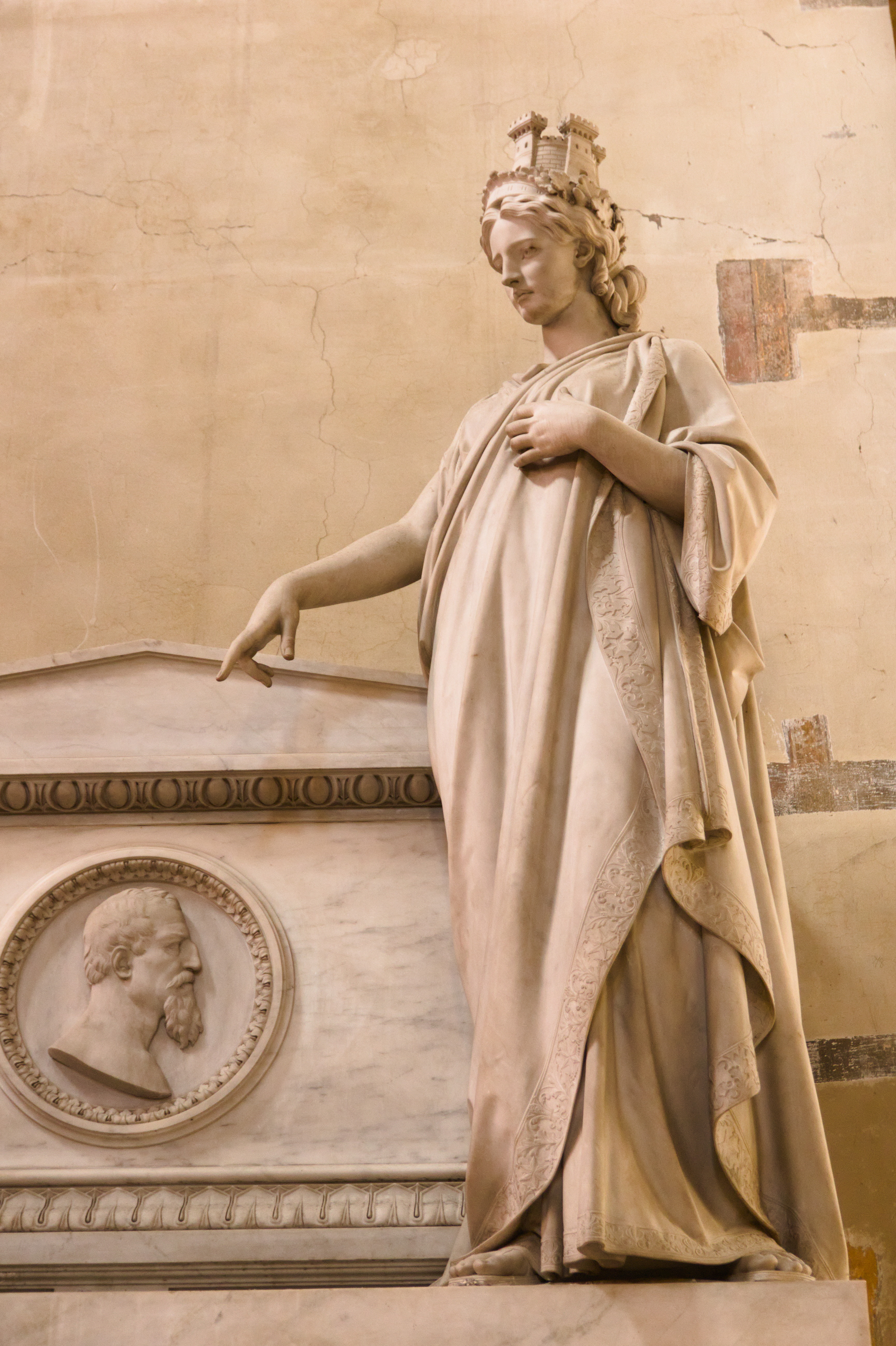